# Michael Brake
Michael Brake (født 22. oktober 1994 i Auckland, New Zealand) er en newzealandsk roer og olympisk guldvinder.
Brake var med i den newzelandske otter, der vandt guld ved OL 2020 i Tokyo. Resten af bådens mandskab blev udgjort af Hamish Bond, Tom Mackintosh, Tom Murray, Dan Williamson, Phillip Wilson, Shaun Kirkham, Matt Macdonald og styrmand Sam Bosworth. Newzealænderne sikrede sig guldet efter en finale, hvor de kom i mål 0,96 sekunder før sølvvinderne fra Tyskland og 1,09 sekunder foran Storbritannien, der vandt bronze.
Brake har desuden vundet en VM-sølvmedalje i toer uden styrmand ved VM 2019 i Østrig.

## OL-medaljer
- 2020:  Guld i otter